# Paul Butler (pugile)
Paul Butler (Ellesmere Port, 11 novembre 1988) è un pugile britannico.
Soprannominato "L'assassino con la faccia da bambino", agli inizi di carriera ha detenuto vari titoli regionali nei pesi supermosca tra cui quello britannico dal 2012 al 2013 e Commonwealth nel 2013. Nel 2014 ha posseduto il titolo del mondo IBF dei pesi gallo.

## Biografia
Nato e cresciuto a Ellesmere Port, scopre la passione per il pugilato sin da piccolo grazie al padre Paul senior. Inizia a muovere i primi passi nella boxe presso la palestra Vauxhall ABC della città.

## Carriera professionale
Butler compie il suo debutto da professionista l'11 dicembre 2010, sconfiggendo il connazionale Anwar Alfadi ai punti dopo quattro riprese.
Passa poi sotto l'ala protettiva del promotore Frank Warren, che ne riconosce il potenziale. Nel corso degli anni successivi riesce a fregiarsi del titolo britannico dei pesi supermosca e di quello del Commonwealth, rispettivamente contro John Donnelly e Yaqub Kareem, rimanendo però campione solo per brevi periodi di tempo. Da lì in poi inizia quindi a focalizzarsi sulla conquista di un titolo mondiale sino al 7 giugno 2014, quando sale di peso e detronizza il campione IBF dei pesi gallo Stuart Hall per decisione non unanime. 
Desideroso di diventare il primo britannico in un secolo a vincere un titolo mondiale in una categoria di peso inferiore, Butler decide tuttavia di rendere vacante il titolo IBF per sfidare il sudafricano Zolani Tete il 6 marzo 2015. Il match, svoltosi all'Echo Arena di Liverpool e valido per la corona IBF dei supermosca, vede il britannico sconfitto per KO tecnico all'ottavo round. Inizia quindi per lui una nuova rincorsa ai titoli di categoria, interrotta solamente un anno dopo data la difficoltà del pugile nel raggiungere il limite di peso nei supermosca pari a 52 chilogrammi.
Nell'estate del 2017 interrompe il sodalizio sportivo con Frank Warren, suo promotore di lunga data, per stlare un contratto con la Matchroom Boxing di Eddie Hearn. Passato nuovamente ai gallo, il 17 settembre dello stesso anno sconfigge nuovamente ai punti il vecchio rivale Stuart Hall, guadagnandosi un match titolato. Ottiene quindi una nuova chance mondiale il 5 maggio 2018 contro il portoricano Emmanuel Rodríguez, ma durante le operazioni di peso non raggiunge il limite prestabilito e si vede così negata la possibilità di conquistare il titolo IBF. Butler uscirà dalla sfida sconfitto nettamente ai punti dopo dodici riprese.